# Pestschanoje (Kaliningrad)
Pestschanoje (russisch Песчаное, deutsch Dorotheenhof) ist ein Ort in der russischen Oblast Kaliningrad im Stadtkreis Swetly.

## Geographische Lage
Petschanoje liegt 16 Kilometer westlich der Stadt Kaliningrad (Königsberg) und 12 Kilometer nordöstlich der Stadt Swetly (Zimmerbude) an einer Nebenstraße, die Wessjolowka (Bärwalde) an der Kommunalstraße 27K-184 in Ost-West-Richtung mit Bobrowo (Ortsstelle Elenskrug) an der Regionalstraße 27A-016 (ex A193) verbindet. Die nächste Bahnstation ist der Haltepunkt „O.p. 18 km“ (ehemaliger Bahnhof Lindenau) an der Bahnstrecke Kaliningrad–Baltijsk (Königsberg–Pillau), der einstigen Ostpreußischen Südbahn.

## Geschichte
Das bis 1950 Dorotheenhof genannte Dorf war vor 1907 ein zum Gutsbezirk Kondehnen (russisch: Slawjanskoje, nicht mehr existent) gehörendes Gutsdorf. Am 18. April 1907 wurde aus dem Gutsdorf Dorotheenhof ein selbständiger Gutsbezirk gebildet, der zum Amtsbezirk Kondehnen (ab 1931: „Amtsbezirk Groß Blumenau“ (Kremnjowo)) im Landkreis Fischhausen (1939 bis 1945 Landkreis Samland) im Regierungsbezirk Königsberg der preußischen Provinz Ostpreußen gehörte. Im Jahre 1910 zählte Dorotheenhof 91 Einwohner.
Am 30. September 1928 verlor Dorotheenhof seine Selbständigkeit und wurde in die Landgemeinde Lindenau (heute nicht mehr existent) eingemeindet.
Dorotheenhof kam in Kriegsfolge mit dem nördlichen Ostpreußen im Jahre 1945 zur Sowjetunion. Im Jahr 1950 wurde der Ort in Axjonowo umbenannt und gleichzeitig dem Dorfsowjet Logwinski selski Sowet im Rajon Primorsk zugeordnet. Im Jahr 1963 gelangte Axjonowo in den Wolotschajewski selski Sowet im Rajon Gurjewsk. Nachdem der Ort zwischenzeitlich nicht mehr verzeichnet war, wurde er im Jahr 1997 als Petschanoje im Stadtkreis Swetly wieder in das Ortsverzeichnis aufgenommen.

## Kirche
Mit seiner fast ausnahmslos evangelischen Bevölkerung war Dorotheenhof vor 1945 in die Kirche Medenau (heute russisch: Logwino) eingepfarrt. Sie gehörte zum Kirchenkreis Fischhausen (Primorsk) in der Kirchenprovinz Ostpreußen der Kirche der Altpreußischen Union. Heute liegt Pestschanoje im Einzugsbereich der neu entstandenen evangelisch-lutherischen Gemeinde in Swetly (Zimmerbude), einer Filialgemeinde der Auferstehungskirche in Kaliningrad (Königsberg) in der Propstei Kaliningrad der Evangelisch-lutherischen Kirche Europäisches Russland.